# منزل تيمورتاش
منزل أغا زاده (بالفارسية: خانه تیمورتاش) هو منزل تاريخي يعود إلى عصر القاجاريون، ويقع في طهران.